# Balaciu
Balaciu è un comune della Romania di 1 811 abitanti, ubicato nel distretto di Ialomița, nella regione storica della Muntenia.
Il comune è formato dall'unione di 4 villaggi: Balaciu, Copuzu, Crăsanii de Jos, Crăsanii de Sus.